# 并六苯
并六苯（英語：Hexacene）是一种多环芳香烃，化学式C26H16。并六苯及其衍生物作为有机半导体具有潜在应用价值。
由于6号位和15号位的π电子的定域化从而有异常高的反应活性，并六苯十分不稳定，纯化的样品必须保存在氮或惰性气体例如氩的氛围中。6,15号位有大位阻取代基时，才有可能分离出纯的化合物，例如6,15-二（三叔丁基甲硅烷基乙炔基）并六苯可提纯得分解温度为96℃的暗绿色晶体。

## 合成
早年的并六苯合成研究重现性差，罕有性质方面的研究。并六苯的合成合成于1939年被首次被报道。1955年，有报告称通过二十六碳环烷烃的钯催化脱氢得到了并六苯。1982年的一篇文献报道并六苯固体呈黄绿色，在380℃分解。直到2007年，一研究组首次报告了可验证的基于二酮前体的光化学脱羰的并六苯合成路线。
合成产物无法分离出纯的并六苯，因为并六苯在10−4mol/L的稀溶液中都会二聚，或与氧反应生成过氧化物。这些副反应使用聚甲基丙烯酸甲酯（PMMA）做基体抑制，化合物稳定时间延长至12小时。相较而言，并六苯多一个稠环的同系物并七苯更不稳定，相同条件下于4小时内分解。